# World Super Challenge femminile 1996
Il I World Super Challenge si è svolto nel 1996 in Giappone, a Tokyo. Al torneo hanno partecipato 6 squadre e la vittoria finale è andata per la prima volta alla Cina.

## Squadre partecipanti
- Brasile
- Cina
- Corea del Sud
- Cuba
- Giappone
- Thailandia

## Classifica finale
| Classifica | Squadre       |
| ---------- | ------------- |
|            | Cina          |
|            | Cuba          |
|            | Brasile       |
| 4          | Corea del Sud |
| 5          | Giappone      |
| 6          | Thailandia    |